# AMA (motoszybowiec)
AMA – pierwszy polski motoszybowiec zbudowany w okresie międzywojennym.

## Historia

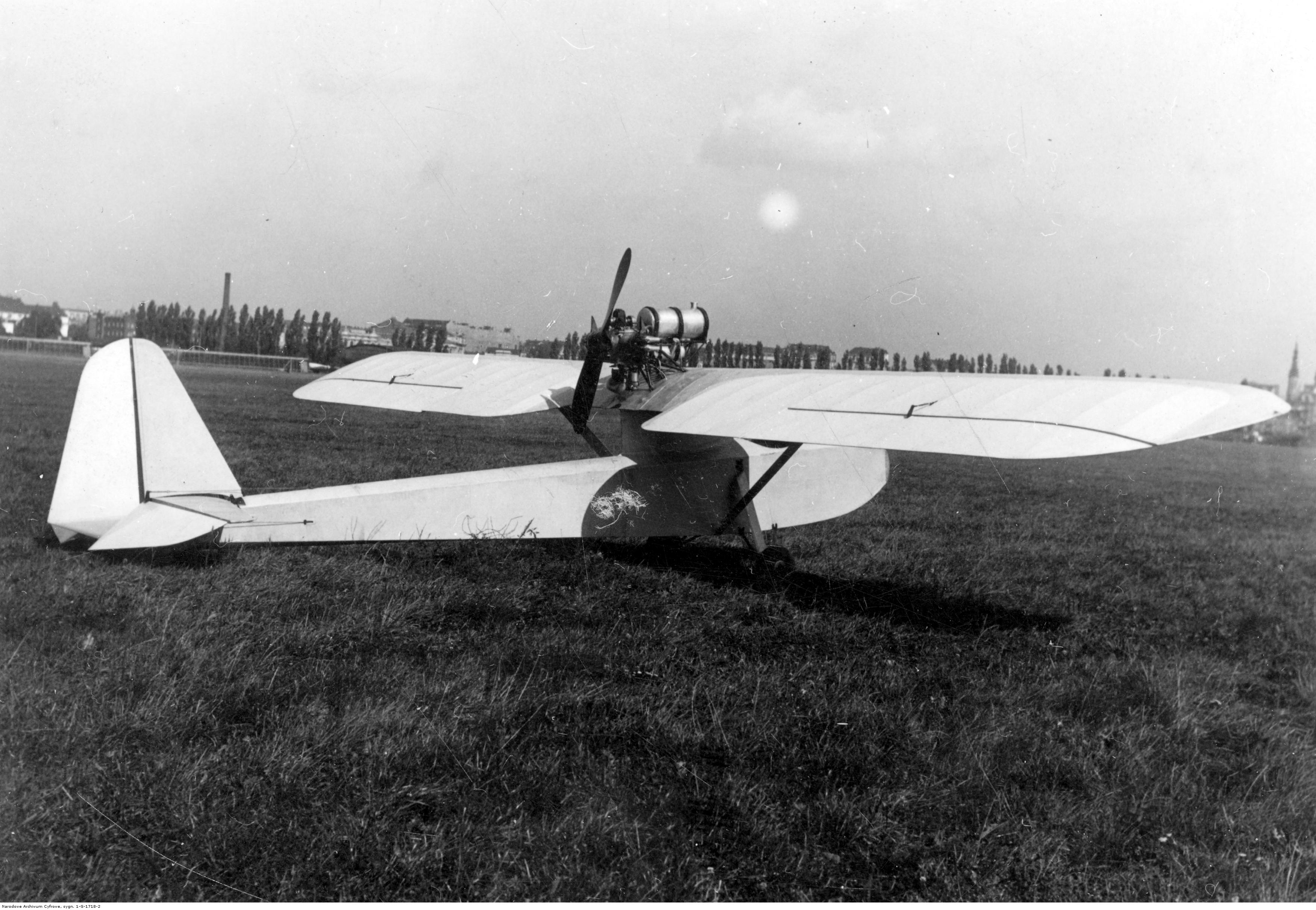
Motoszybowiec AMA na płycie lotniska na Polu Mokotowskim

W 1933 roku trzech studentów Rościsław Aleksandrowicz, Henryk Malinowski i Andrzej Anczutin z Sekcji Lotniczej Politechniki Warszawskiej rozpoczęła pracę nad konstrukcją motoszybowca, w założeniu miał to być samolot doświadczalny i przejściowy umożliwiający przeszkalanie pilotów szybowcowych w pilotażu samolotowym. Wychodząc z tego założeniu miała to być konstrukcja jak najprostsza, nawet kosztem właściwości aerodynamicznych. Celem konstruktorów było nie tylko stworzenie nowego projektu, ale także zdobycie praktycznego doświadczenia w rozwoju i budowie samolotów.
Budowę prototypu rozpoczęto w 1934 roku w warsztatach szybowcowych Antoniego Kocjana przy pomocy studentów Sekcji Lotniczej Politechniki Warszawskiej. Koszt budowy prototypu został sfinansowany przez Ligę Obrony Powietrznej i Przeciwgazowej Koło nr 1 przy PKO. Budowę ukończono w połowie 1935 roku. W lipcu tego roku na lotnisku mokotowskim oblatany został po wyholowaniu przez samolot RWD-8, (nie miał wtedy jeszcze zamontowanego silnika). Oblotu dokonał inż. Szczepan Grzeszczyk, następne loty wykonał Roland Kalpas. Konstrukcja okazała się łatwa w pilotażu, piloci zgłaszali jedynie zastrzeżenia do działania lotek przy prędkościach poniżej 80 km/h.
Następnie zamontowano na nim silnik Mengin Poinsard i już z silnikiem został oblatany w lipcu 1935 roku przez pilota doświadczalnego DWL-RWD Aleksandra Onoszkę. W czasie lotu okazało się jednak, że silnik powoduje silne drgania motoszybowca. Konstruktorzy próbowali usunąć tę wadę poprzez przekonstruowanie części ogonowej kadłuba. We wrześniu 1935 roku motoszybowiec, który otrzymał nazwę „AMA”, zaprezentowano na mityngu lotniczym z okazji otwarcia XXIII Mistrzostw Gordona-Bennetta w Warszawie, pilotował go wówczas Kazimierz Chorzewski. W związku z ukończeniem nauki przez konstruktorów zaprzestano dalszych prac nad tą konstrukcją.
W 1938 roku motoszybowiec był prezentowany na Ogólnopolskiej Wystawie Lotniczej we Lwowie.
Motoszybowiec AMA był również w 1938 pokazywany na wystawie LOPP w Milanówku pod Warszawą (Teatr Letni).

## Użycie w lotnictwie
Motoszybowiec AMA po zbudowaniu prototypu został oblatany na lotnisku mokotowskim w Warszawie, gdzie również wykonano na nim kilkanaście lotów, a następnie z uwagi brak odpowiedniego silnika do niego pozostawał tam w hangarze nie używany do wybuchu wojny. Uległ zniszczeniu we wrześniu 1939 roku.

## Konstrukcja
Motoszybowiec AMA był zastrzałowym górnopłatem o konstrukcji drewnianej.
Kadłub o przekroju czworokątnym półskorupowym kryty był sklejką. Kabina odkryta znajdowała się w przedniej części kadłuba. Tablica przyrządów wyposażona w prędkościomierz, wariometr i obrotomierz. Z przodu kadłuba znajdował się zaczep do startu na holu.
Płat dwudzielny, jednodźwigarowy o prostokątnym obrysie z zaokrąglonymi końcówkami, kryty sklejką. Zamocowany do kadłuba wieżyczką umiejscowioną za kabiną pilota. Usztywniony pojedynczymi zastrzałami. Stateczniki były kryte sklejką, a stery – płótnem. Podwozie trójgoleniowe, z płozą ogonową. Podwozie główne z kołami
niskociśnieniowymi Dunlop o średnicy 270 mm amortyzowane pneumatycznie.
Napęd stanowił silnik czterosuwowy, dwucylindrowy Mengin Poinsard o mocy 35 KM. Umieszczony był na wieżyczce za kabiną pilota. Osłona silnika i pokrycie wieżyczki wykonano z blachy. Śmigło pchające, dwułopatowe. Zbiornik paliwa o pojemności 30 l, umieszczony był przed silnikiem.

## Malowanie
Motoszybowiec był pomalowany na kolor jasnoniebieski. Blacha na osłonie silnika i wieżyczce pozostała w naturalnym kolorze metalu. Śmigło czarne.